# Й. Й. Метсавана
Й. Й. Метсавана (псевдонім, насправді Йоель Янс, народився 19 липня 1982 року у Виру) — естонський письменник-фантаст.
За фахом системний адміністратор.
Він є членом правління Асоціації наукової фантастики Естонії, засновником і багаторічним головним редактором науково-фантастичного журналу Reaktor, членом Спілки письменників Естонії.

## Створення
Літературна творчість Й. Й. Метсавана характеризується жвавістю дії, більш простим і швидким сюжетом з великою кількістю алкоголю, дії та крові. Він переважно публікував оповідання в науково-фантастичних журналах Täheaeg і Reaktor, а також у збірках.
Й. Й. Метсавана написав ряд оповідань разом з іншими авторами, такими як Маніаккіде Тенав і Вейко Беліалс. Як геніальний генератор ідей, він постійно заохочує інших естонських авторів наукової фантастики додавати «більше наукової фантастики» до своїх текстів.

## Праці

### Романи
- «Таємничий цар 3: Земля, виміряна ланцюговим мечем» (2015)
- «Таємний цар 4: Коли помирали дурні» (2016)
- «Довга тінь космосу» (2019)
- «Ліхтар-привид» (2019)
- «Брейн-драйвер» (2022)

### Короткі романи
- «Життя не кличе, коли приходить» (2015)

### Оповідання
- «Жах Ельви» (2011)
- «Мельхіор-аптекар і понівечені трупи» (2011)
- «Слабкість машини» (2011)
- «Фортеця в небі» (2011)
- «Плагіатор» (2012)
- «Комаха» (2012)
- «Три ключі» (2012)
- «Мідь після війни» (2012)
- «Позичене життя» (2012)
- «Тест-драйв, або Як принц впав на місяць» (2012)
- «Таємний цар» (2012)
- «Чорне яйце» (2012)
- «Гірка каша» (2012)
- «До шиї» (2012)
- «На темній стороні» (2012)
- «Ліхтар-привид» (2012)
- «Труп не повстає» (2013)
- «Системний збій» (2013)
- «Аджукаабе» (2013)
- «Ми живемо під сонцем золотим…» (2013)
- «Далеко від космодромів і ще самотніше» (2013)
- «Припиніть хіть!» (2014)
- «Програмований на смерть» (2015)
- «Сон старого» (2015)
- «Білий джентльмен» (2015)
- «Чотири знаки після коми» (2016)
- «Безкровне життя» (2016)

### Колекції
- «Таємний цар» (2012)

### Антології
- «Ядерний» (2013)
- «Ядро 2: Торій» (2015)

## Нагороди
- 2013 Stalker (роман «До шиї», разом з Маніаккіде Тенавом)
- 2013 Stalker (компіляція «Таємний цар», разом з Маніаккіде Тенавом та Джаагуп Махкраґою)
- 2014 Stalker (оповідання «Далеко від космодромів і ще самотніше», разом з Вейко Беліалсом)
- 2014 Stalker (роман «Ми живемо під сонцем золотим…», з Вейко Беліалсом)
- 2016 Stalker (роман «Таємничий цар 3: Земля, виміряна ланцюговим мечем», разом із Маніаккіде Тенавом)
- 2017 Stalker (повість «Чотири знаки після коми», разом з Вейко Беліалсом)
- 2019 друге місце конкурсу романів Спілки письменників Естонії (роман «Ліхтар-привид»)
- 2020 Stalker (роман «Ліхтар-привид»)